# Ab esse ad posse valet, a posse ad esse non valet consequentia
Ab esse ad posse valet, a posse ad esse non valet consequentia (З дійсності можна зробити висновок про можливості, з можливостей про дійсність зробити висновків не можна) – схоластична сентенція латиною, яке виражає засади модальної імплікації. Вона твердить, що з асерторичних (ствердних, від лат. assertorius, від assero – визнаю) суджень, які ґрунтуються на фактах, можуть випливати проблемні судження, що ґрунтуються на можливостях, але не навпаки.
Зміст сентенції підтвердив сучасний розвиток модальної логіки. Водночас, вона є одним із першоджерел логіки і філософії середньовіччя. Сьогодні стверджуюча частина цього принципу становить тавтологію модальних висловлювань ({\displaystyle p\Rightarrow \Diamond p\,\!}, ab esse ad posse).